# Sahib Shihab
Sahib Shihab (Savannah, 23 de junho de 1925 - Nashville, 24 de outubro de 1989), nascido Edmond Gregory, foi um saxofonista de jazz (barítono, alto e soprano) e flautista estadunidense. Foi um dos primeiros músicos de jazz a converter-se ao islamismo e mudar seu nome em 1947.
Ele tocou pela primeira vez saxofone alto profissionalmente para Lutero Henderson, aos 13 anos, e passou a estudar no Conservatório de Boston e de tocar com o trumpetista Roy Eldridge.
Em 1959, visitou a Europa com Quincy Jones após ficar farto da política racial dos E.U.A., por fim, instalaram-se na Escandinávia, onde screveu roteiros para a televisão, cinema e teatro. Em 1961 ele se juntou a Kenny Clarke-Francy Boland Big Band, e manteve-se uma figura-chave pelos doze anos de existência.
Em 1973 Sahib retornou aos Estados Unidos, gravando sessões para artista de rock e pop. Passou seus últimos anos entre Nova Iorque  Europa e tocou em uma bem sucedida parceria com Art Farmer. Morreu no Tennessee.

## Discografia selecionada
- Four Altos (1957) com Gene Quill, Phil Woods e Hal Stein. Prestige Records.
- Jazz Sahib (1957)
- Conversations (1963)